# 더 타이머즈
더 타이머즈(ザ・タイマーズ)는 일본의 록 밴드다. 장르는 로커빌리, 블루스 록, 펑크 록. RC 석세션의 이마와노 키요시로와 수상하게 많이 닮은 인물 “제리(ZERRY)”가 이끄는 4인조 복면 밴드. “록과 블루스와 엔카와 아역 탈렌트 팝스의 위고”를 컨셉으로 결성되었다는 설정이며, “RC 따위는 좋아하지 않는다”고 한다.
밴드 붐이 떠들썩했던 1988년부터 1989년까지, 라이브 이벤트나 학교 축제 등지에 게릴라적으로 출몰. 심플한 어쿠스틱 4인조 밴드이면서, 토목공사 노동자풍 의상에 전공투 학생운동을 연상시키는 헬멧, 얼굴을 가린 페이스마스크라는 기묘한 행색으로 풍자적인 곡을 노래했다. 그러다 보니 모두들 인디 밴드라고 생각했는데, 1989년 10월 대기업인 도시바 EMI에서 메이저 데뷔했다. 그러나 같은 해 10월 13일 TV 음악 프로그램에서 대형 방송사고를 치고 활동정지 상태가 되었다가 1994년 갑자기 부활해 신곡 발매, 투어를 실시했다. 2005년 이마와노 키요시로 35주년 기념 공연에 시크릿 게스트로 출연해 신곡을 발표했다.

## 멤버
제리 (ZERRY)
리드 보컬, 기타, 하모니카. RC 석세션의 이마와노 키요시로와 닮은 인물. 선글라스와 헬멧, 수건으로 얼굴을 완전히 가린다.
토피 (TOPPI)
기타, 백 보컬. 모조 클럽의 미야케 신지와 닮은 인물. 선글라스만 착용한다.
보비 (BOBBY)
콘트라베이스. 힐빌리 밥스의 카와카미 타케시와 닮은 인물. 얼굴을 가리지 않는다.
파아 (PAH)
드럼. 모조 클럽의 스기야마 쇼지마루와 닮은 인물. 얼굴을 가리지 않는다.
…이라는 설정이다. 활동 시에는 “아무개와 닮은 인물”들이라는 설정으로 통했지만, 관계자 증언으로 그 아무개들 본인이라는 것은 이미 공공연한 사실.
더 타이거스의 패러디 밴드로서, 밴드명과 각 멤버 예명도 더 타이거스와 그 멤버들을 연상하도록 붙여진 것이다. 멤버 전원이 토목공사 현장인부였다고 자칭하며, 토목작업용 헬멧을 쓰고, 노가다 잠바(ドカジャン), 핫피, 니커보커, 지카타비 복장이다. “현장에서 태업하며 소리나 울리다 보니 완성된” 밴드라고 한다. 그러면서 헬멧에 난잡하게 붙은 스티커(게바헬), 수건으로 얼굴을 가린 리더 제리의 모습은 신좌파 학생운동가를 패러디한 것이기도 하다.

## 내력

### 결성
1988년, RC 석세션이 발매할 예정이었던 싱글 「러브 미 텐더」와 커버앨범 『COVERS』에 반원전 내용이 포함되어 있다고 소속 레이블인 도시바 EMI에서 해당 음반들을 발매중지 조치하는 일이 있었다. 8월 15일에 키티 레코드에서 발매되어 오리콘 1위에 올랐지만, FM도쿄(현재의 TOKYO FM)와 지방 계열국들에서는 온에어를 자체검열했다. 화가 난 이마와노는 항의를 위한 게릴라 라이브를 기획했지만, RC의 다른 멤버들이 미온적이라 찬동을 얻지 못했다. 이 사건이 타이머즈 결성의 계기가 되었다. 이마와노는 자기 운전수이자 매니저로 일했던 미야케 신지를 끌어들였고, 미야케와 함께 밴드를 하던 카와카미와 스기야마도 따라왔다.
이리하여 1988년 8월 3일, 후지큐 하이랜드의 이벤트로 개최된 앤 루이스의 라이브에 난입하면서 라이브 데뷔했다. 이후 8월 5-6일에 행해질 ‘히로시마 평화콘서트’에 난입하기 위한 리허설을 겸한 데뷔였다. 복면밴드였기 때문에 끝까지 정체를 몰랐던 관객도 많았다. 이 때 연주 템포가 너무 빨라진 것에 대해서 보비와 파아가 사죄하자 제리는 “무슨 소리냐. 밴드니까 같이 달리면 되는 것 아니냐”고 답했다. 보비(카와카미)는 그 말을 듣고 “평생 이 사람을 따라가겠다고 생각했다”.
8월 6일 히로시마 평화콘서트에서 출연 밴드가 전환되는 중간중간에 난입해서 이벤트 프로듀서인 야마모토 코타로를 향해 「위선자」, 「로큰인의」 등 타이머즈 자작곡과 발매중지되었던 RC석세션의 「러브 미 텐더」, 「서머타임 블루스」 등을 연주했다. 이 모양이 NHK 위성제1방송(BS1)에서 생중계되었다. 11월에는 학교 축제 라이브에 다수 출연. 하루에 3개 대학에 출몰한 날도 있었다. 요코하마 국립대학에서는 부상자가 나올 정도의 소동이 벌어졌다.
1989년에는 1월에 ‘팔레스티나 독립기념 파티’에 출연했고, 그 전해부터 녹음하던 데모테이프를 리더 제리 본인이 관계자들에게 유출하고 앨범 제작을 실시했다. 8월 5일에는 전년에 이어 히로시마 평화콘서트에 출연. 이번에는 난입이 아니라 사전에 예정된 순서였다. 10월 11일, 퍼스트 싱글 「데이드림 빌리버」를 발매해 오리콘 주간 2위를 획득. 11월 8일에 첫 앨범 『TIMERS』, 12월 13일에 세컨드 싱글 「로큰인의」를 발매했다. 12월 31일부터 이듬해 1월 1일까지 마쿠하리 멧세 이벤트홀에서 행해진 라이브이벤트 ‘로큰롤 밴드 스탠드’에 출연했다.

### 「FM도쿄의 노래」 사건
1989년(헤이세이 원년) 10월 13일, 타이머즈는 후지테레비의 음악 프로그램 ‘히트스튜디오 R&N’에 출연했다. 예정된 곡목은 「타이머즈의 테마」 → 「위선자」 → 「데이드림 빌리버」 → 「고구마」 → 「타이머즈의 테마 엔딩버전」 순서였다. 그런데 2곡째인  「위선자」를 부를 순서가 되었을 때, 밴드는 갑자기 미발표곡을 연주하기 시작했다. 이 곡은 로큰롤조의 경쾌한 템포로 FM도쿄와 FM센다이를 거명하며 육두문자로 과격하게 매도하였다. 문제의 노래의 가사는 이러했다.
| 일본어 가사 | 번역 |
| --- | --- |
| FM東京 腐ったラジオ FM東京 最低のラジオ 何でもかんでも放送禁止さ！ FM東京 汚ねえラジオ FM東京 政治家の手先 なんでも勝手に放送禁止さ！ FM東京 バカのラジオ FM東京 こそこそすんじゃねえ おまんこ野郎！ FM東京 FM東京 腐った奴ら FM東京 気持ち悪いラジオ 何でもかんでも放送禁止さ！ FM東京 汚ねえラジオ FM東京 政治家の手先 おまんこ野郎！ FM東京 ばかやろう！なにが27局ネットだおらあ！ FM仙台おらあ！ おまんこ野郎！ FM東京！ ざまあみやがれい！ | FM도쿄 썩어빠진 라디오 FM도쿄 최악의 라디오 뭐든지 다 방송금지래! FM도쿄 더러운 라디오 FM도쿄 정치가의 앞잡이 뭐든지 멋대로 방송금지래! FM도쿄 바보같은 라디오 FM도쿄 숨어있지 말아라! X새X들 FM 도쿄! FM도쿄 썩을 놈들아 FM도쿄 기분나쁜 라디오 뭐든지 다 방송금지래! FM도쿄 더러운 라디오 FM도쿄 정치가의 앞잡이 X새X들 FM 도쿄! 바보X끼들! 무슨놈의 27개국 네트워크냐! FM센다이 놈들도! X새X들 FM 도쿄! 네 꼬라지를 봐라! |

방송에는 사회자 후루타치 이치로와 카나구시쿠 긴코가 돌발사태에 당황하는 모습, 나가이 마리코와 이토 타케시가 폭소하는 모습 등이 포착되었다. 곡이 끝나자 타이머즈는 아무 일도 없었다는 듯 예정된 제3곡 「데이드림 빌리버」와 그 다음 곡들을 연주했다.
연주 종료 이후 토크 과정에서 후루타치가 카메라에 대고 “방송상 부적절한 발언이 있었던 것 같습니다. 사과드리고 정정하겠습니다”라고 말하고, 타이머즈 멤버들에게 “두번째 곡은 리허설과 완전히 달랐네요”라고 말해서 이 사태가 후지테레비 및 제작진과는 무관하다는 취지를 은연히 피력했다. 한편 그 와중에 제리가 카나구시쿠 긴코에게 갑자기 백허그를 하는 성희롱도 했다.
방송 이후 일련의 행위가 신문에 실리고 언론상에서 화제가 되었다. 이 방송은 생방송이었기에 볼 사람은 다 본 이후였다. 지방방송에서는 녹화방송을 받아서 방송하기에 타이머즈 출연부분만 과거 방송분으로 바꾸는 등으로 대응한 곳도 있었다. FM도쿄는 타이머즈의 행위에 대한 보복조치로서, 도시바 EMI에 함께 소속된 마츠토야 유미의 새 앨범 『LOVE WARS』를 일절 방송하지 않겠다고 도시바측에 통지했다. 후지테레비는 타이머즈에게 3년간 출연금지 조치를 취했다.
이후 제리는 이 행위에 대해서 “사실 방송국은 매우 기뻐했습니다. 혼날 줄 알았는데 프로듀서가 싱글벙글하더라고요. 불만이 쇄도한 게 오히려 반향이 있었다고…”라고 회고했다. 파아는 2014년에 “연주가 끝나고 어떤 기분이었느냐”고 질문을 받자 “의외로 자연스럽달까. 그렇게 큰 문제라고 생각하지 않았다”고 말했다. 하지만 2017년에는 “드럼을 치면서 현장이 뒤집히는 것을 보는 것이 즐거웠다. 드럼 치면서 웃을 뻔 했다”고 말했다. 토피도 “연주하면서 텔레비전 카메라 너머로 여러사람이 뛰어다니는 모습이 보였다. 그런 광경은 본 적이 없었다”고 회고했다.

### 활동재개 및 그 이후
이렇게 1988-89년 활동을 마친 후 제리(이마와노)는 “결국 아무 것도 변하지 않았다”, “분노로 무언가 노래해 보았자 허망할 뿐”이라며 실망하여 활동을 쉬게 되었다.
1994년, 후쿠오카시에서 이듬해 유니버시아드가 개최되는 것을 기념한 콘서트가 개최되어서 타이머즈 외에 자이츠 카즈오, 미나미 코세츠, 나카니시 케이조 등이 출연하게 되었다. 그런데 이 때 후쿠오카시는 극심한 가뭄을 겪어서(1994년 일본 갈수) 5일 후 단수에 돌입할 예정이었다. 오후 9시 전에 타이머즈가 등장했는데, 그 전에 스태프가 “후쿠오카시 갈수대책본부로부터 연락입니다. 에가와댐에서 문제가 발생, 완전단수에 들어가기 때문에 콘서트도 중지합니다”라는 내용의 안내방송을 내보낸 결과 동요한 관객들이 급히 퇴거, 귀가해 버렸다.
타이머즈가 참가하는 라이브에서는 “무슨무슨 사정에 의해 타이머즈는 출연 중지되었습니다”라는 장내 안내방송이 나오고, 그 후 타이머즈가 “마음대로 중지시키지 마라”고 분노하면서 난입한다는 패턴의 컨셉이 있었다. 이번에도 그런 컨셉이었는데, 이 때는 농담으로 들리지 않을 정도로 가뭄이 문제가 되고 있었기 때문에 타이머즈는 전국지, 와이드쇼, 스포츠신문을 막론하고 상당한 비판을 받았다. 이 소동에 대하여 후쿠오카 시청에서 크게 항의해서 소속사와 타이머즈 멤버들이 연명한 사죄문이 제출되었다. 그런데 한 달 후 타이머즈는 오사카에서의 콘서트에서 그 사과문은 후쿠오카시가 스태프들을 위협해서 타이머즈의 이름을 빌려 썼다는 취지의 노래를 발표, 다시금 후쿠오카시를 격노시켰다. 이후 이마와노는 히비야 야외음악당에서 「사과해서 끝나는 것이라면」이라는 곡을 발표했다.
1995년 4월 8일, 타이머즈의 라스트 싱글이 된 「작별은 하지 않아」가 발매되었다. 동년 1월에 일어난 고베 대지진 이재민들을 응원하기 위한 자선 싱글이며, 수록된 모든 곡이 지진을 모티브로 한 내용이었다. 인세는 이즈미야 기금을 통해 재해지에 기부되었다.
2005년 3월 2일부터 5일까지 시부야 파르코에서 열린 프리미엄 라이브에서 부활을 발표했다.
2009년, 리더 제리(이마와노)가 후두암으로 사망했다.
2016년 9월 9일에는 음원과 영상을 수록한 CD 2매 + DVD 세트 『더 타이머즈 스페셜 에디션』을 11월 23일에 발매한다고 발표했다.